# 3-я пехотная дивизия (Германская империя)
3-я пехотная дивизия (нем. 3. Division) — подразделение прусской и германской армий. Была сформирована в Штеттине в мае 1816 года в качестве пехотной бригады. С 5 сентября 1818 года — 3-я дивизия. Распущена в 1919 году в ходе демобилизации германской армии после окончания Первой мировой войны.

Дивизия и её части участвовали в боевых действиях против Австрии в 1866 году, отличившись в Битве при Садове. В 1870-1871 годах сражалась в ходе Франко-прусской войны — битва при Сен-Прива — Гравелот, осады Меца и Парижа и другие операции.

В начале Первой мировой войны находилась на западном фронте, участвовала во вторжении в Бельгию, первой битве на Марне и Беге к морю. Затем была переброшена на восточный фронт и оставалась там до октября 1918 года, сражаясь против России и неся службу на оккупированных территориях. После этого снова была возвращена на Запад и оставалась там до окончания войны.